# Призрачен кораб
„Призрачен кораб“ (на английски: Ghost Ship) е американски свръхестествен филм на ужасите от 2002 г. на режисьора Стив Бек, сниман в Австралия и Канада. Участват Гейбриъл Бърн, Джулиана Маргулис, Рон Едлард, Дезмънд Харингтън, Исая Уошингтън и Карл Ърбан.